# Хлудов, Михаил Алексеевич
Михаил Алексеевич Хлудов (1843 — 31 мая 1885) — русский военный, предприниматель и меценат из рода Хлудовых.

## Биография
Третий сын фабриканта-миллионера Алексея Хлудова и его жены Евдокии Яковлевны. В одиннадцать лет потерял мать. Учился сначала вместе с братом Василием в Петропавловском немецком училище (Москва). Страстный охотник, известный удалью и пьяными кутежами. Отличался и значительной физической силой. Был весьма храбр — не боялся диких зверей и военных действий, когда на фабрике взбунтовались рабочие и его отец опасался к ним ехать, поехал сам и уладил дело. Впрочем, иногда его смелые выходки делались только из азарта и желания показать себя, либо на спор.
В 1863 году приехал в Верный (ныне Алматы) по торговым делам. Охотился на тигров, подружился с Михаилом Григорьевичем Черняевым, возглавлявшим Сибирский отряд. Участвовал в завоевании русскими Средней Азии. Присоединился к Кокандскому походу. Опубликовал в «Русских Ведомостях» несколько рассказов о Туркестане. Давал солдатам деньги и водку, обеспечивал отряд материально, при этом проявлял личную храбрость и был очень популярен. Участвовал в штурмах Джизака и Ура-Тюбе. По воспоминаниям Варенцова, Хлудова хорошо помнили в Средней Азии ещё в 1891 году, когда он посетил эти места и даже показывали дом, где тот когда-то жил.
В 1863—1865 годах Хлудов стал первым русским купцом, посетившим, несмотря на большой риск, Бухару. Открыл образцовую шелкомотальную фабрику в Кокандском ханстве, пробрался с караваном в Кашгар. От Худояр-хана получил в подарок ручную туранскую тигрицу Машку (встречается и вариант Соньку). В московском доме Хлудова обитали также второй тигр и ручной волк. Жене Михаил Алексеевич однажды подарил крокодила. Животные в итоге были отданы в зоологический сад. В 1875 первая жена Михаила скончалась. По поводу её смерти ходили слухи о случайном отравлении кофе.
В 1869 году Хлудов побывал в Афганистане. После этого был представлен императору и за храбрость награждён орденом Владимира IV степени.
В 1876 году Хлудов помог генералу М. Г. Черняеву выехать в Белград на помощь сербам, чего не хотело и что пыталось предотвратить российское правительство.
Во время Русско-турецкой войны 1877—1878 годов состоял адъютантом при генерале Скобелеве. За свой счет снабжал лекарствами лазареты, пробрался в лагерь турок и захватил «языка». За проявленную храбрость был награждён Георгиевским крестом, носил также сербский орден.
После этого Хлудов сосредоточился на коммерции, которая для него была наследственным делом (отец Михаила основал Товарищество Ярцевской мануфактуры). С 1885 года, когда Михаил продал свои паи, Егорьевская фабрика перешла в собственность Герасима Ивановича Хлудова.
Мемуаристы пишут о том, что он сорил деньгами, кутил, высмеивал православие в каламбурах, допился до белой горячки и был «сделан сумасшедшим» второй женой В. А. Максимовой, которая изменяла супругу и даже, якобы, ускорила его конец. Согласно этим рассказам, последние годы жизни Михаил провёл запертый в комнате с оббитыми ватой стенами и решетками на окнах.
В духовном завещании в память о погибшем при падении с лестницы сыне Алексее предприниматель велел построить в Москве детскую больницу и оставил на это средства — денежный капитал и паи мануфактуры. Больница в итоге открыла свои двери на Девичьем поле (Пироговская улица), хотя первоначально планировалось использовать для неё дом в Хлудовском тупике, где жил сам почивший (оба здания сохранились до наших дней). Земля на новом месте, определённом после консультаций с душеприказчиками, была бесплатно выделена городской управой.
У построенной Хлудовым больницы в советское время отобрали его имя. Оно до сих пор не возвращено клинике. 
Дома Хлудовых в Москве, Хомутовский тупик, 5 А https://wikimapia.org/#lang=ru&lat=55.766932&lon=37.655607&z=18&m=w&show=/9495604/ru/Бывший-особняк-А-И-Хлудова и 7А https://wikimapia.org/#lang=ru&lat=55.765964&lon=37.656723&z=17&m=w&show=/9522637/ru/Бывший-доходный-дом-В-А-Хлудова

## В литературе
Эксцентричная личность М. А. Хлудова использовалась рядом отечественных литераторов в качестве прототипа литературных героев. Он — и богатый подрядчик Хлынов в «Горячее сердце» А. Н. Островского, и купец Хмуров в романе Н. Н. Каразина «На далеких окраинах». Повлиял Хлудов и на формирование собирательного образа главного героя лесковского рассказа «Чертогон» Ильи Федосеевича.
О Хлудове упоминал Гиляровский, о нём писали (часто лишь пересказывая услышанное) многие мемуаристы.